# Schloss Gamlitz
Das Schloss Gamlitz ist ein Edelsitz im Ort Gamlitz im Bezirk Leibnitz in der Südsteiermark in Österreich. Es gilt als einziger seit dem 16. Jahrhundert erhaltener Edelsitz von Gamlitz.

## Geschichte
Das Schloss zu Gamlitz wurde von 1111 bis 1131 im Tal des Gamlitzbachs im Süden des Weststeirischen Hügellandes erbaut.
Durch die Schenkung des Grafen von Sponheim kam es in den Besitz des Stiftes St. Paul im Lavanttal. Im 15. Jahrhundert war das Schloss im Besitz einer Familie Seidl oder Sadl von Gamlitz, deren Mitglieder zwischen 1442 und 1446 in der Pfarrkirche begraben worden sind. Danach wechselten die Besitzer mehrfach. Unter anderem gehörte das Schloss im 16. Jahrhundert dem Ritter von Herzenskraft und um 1630 dem Eisenhändler, Stadtrichter und Bürgermeister von Graz, Georg Klingendrath. Im 19. Jahrhundert diente das Schloss als Kavalleriekaserne. Um 1900 kam das Schloss in den Besitz der Familie Melcher.
Heute beherbergt es ein Hotel, ein Restaurant und einen Weinkeller. 1990 fand im Schloss die steirische Landesausstellung „Weinkultur“ statt, deren Exponate heute im Weinmuseum des Schlosses zu besichtigen sind.

## Anlage
Die Gebäude des dreigeschoßigen Einflügelbaus stammen aus dem 17. und 18. Jahrhundert. Die erste Renovierung fand 1772 statt, die Außengestaltung erst nach 1800. Die gewölbten Räume im ersten Obergeschoß stammen aus dem 17. Jahrhundert. Im Keller befinden sich Gasträume, eine Galerie und große Weinkeller.

## Weblinks

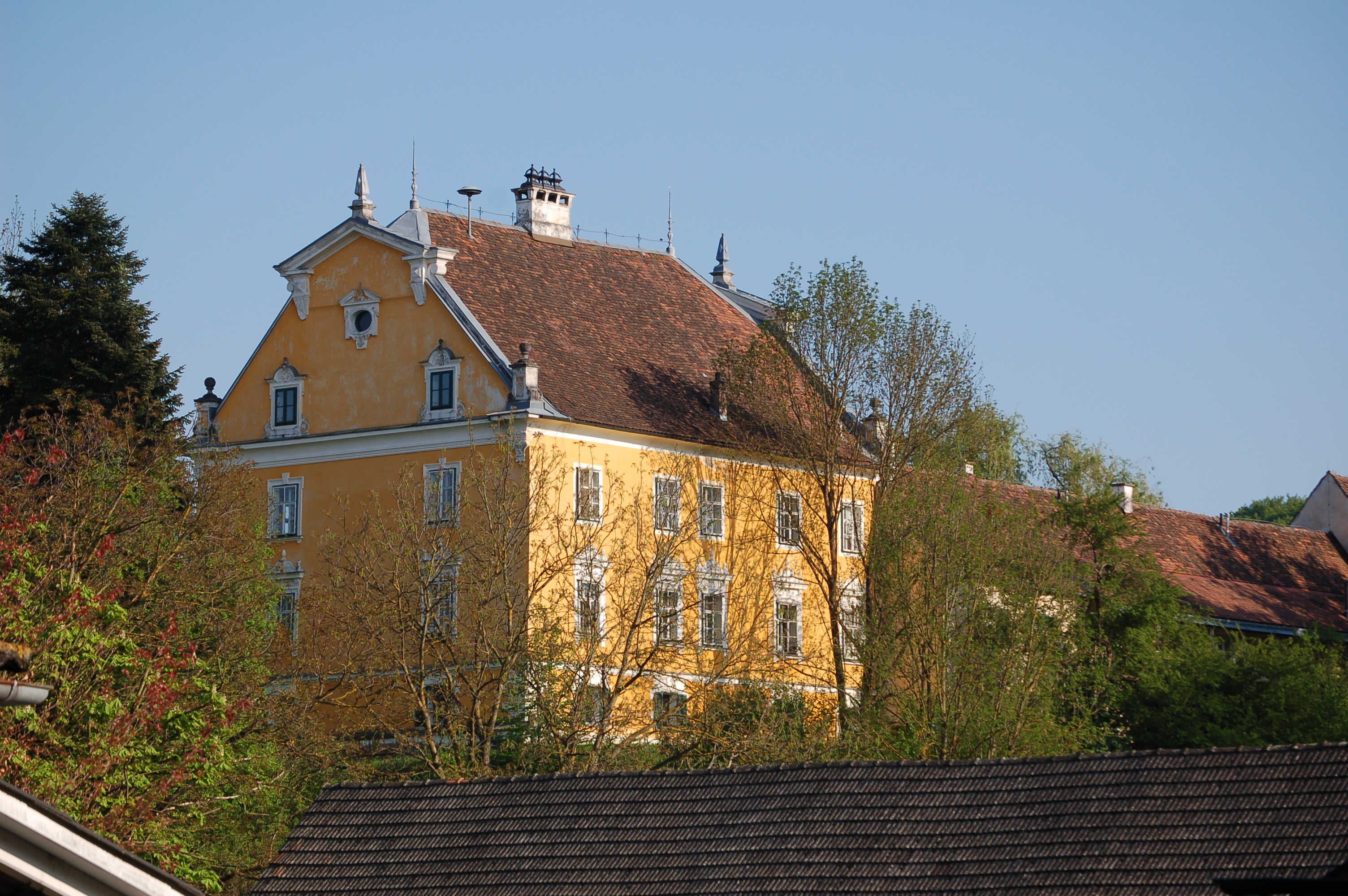